# Lina Rehov
Lina Rehov, född 6 maj 1988, svensk fotbollsspelare, back. Spelar fotboll i LdB FC Malmö. Lina avrundade sedermera sin fotbollskarriär i LB07 och var med på deras resa mot elitettan. Lina bar kaptensbindeln under många matcher och var en stöttepelare på det centrala mittfältet. Med egenskaper likt den italienska mittfältaren Gattuso kämpade hon vilt med lagets bästa i åtanke.

## Klubbar
- LdB FC Malmö
- Malmö FF
- Anderslövs BOIK (moderklubb)
- Limhamn Bunkeflo

## Meriter
- 2F19 landskamper (t o m april-07)